# Butes (fill de Bòreas)
Butes (en grec antic Βούτης), d'acord amb la mitologia grega, va ser un fill de Bòreas i germanastre de Licurg. Butes i Licurg havien nascut de dues dones diferents, que no eren, cap de les dues, Oritia, la dona legítima del deu.
Butes va voler matar el seu germanastre Licurg, però aquest el va descobrir i va haver de marxar amb els seus partidaris, establint-se a Naxos, on es dedicà a la pirateria i al bandidatge. En una de les seves expedicions a la Ftiòtida, a Tessàlia, on havia anat a raptar les dones, va trobar unes bacants adoradores de Dionís. La majoria es van escapar, però va raptar Coronis, una de les nimfes i mainadera del deu. La jove va pregar a Dionís, que va fer embogir Butes. Aquest va llançar-se a un pou i va morir.